# Hinadi
Hinadi (arab. هنادي) – miasto w Syrii, w muhafazie Latakia. W 2004 roku liczyło 3076 mieszkańców.